# Сороки (Тверская область)
Сороки — деревня в Вышневолоцком городском округе Тверской области.

## География
Находится в центральной части Тверской области на расстоянии приблизительно 2 км по прямой на северо-восток от города Вышний Волочёк.

## История
По местным данным, известна с 1545 года как владение помещицы М. Колычевой с детьми. Была отмечена на карте 1825 года. В 1859 году здесь (деревня Вышневолоцкого уезда) было учтено 19 дворов, в 1886 — 27. В советское время работали колхоз «Наш путь», совхоз «Мстинский», позднее СПК "Авангард. До 2019 года входила в состав ныне упразднённого Сорокинского сельского поселения Вышневолоцкого муниципального района.

## Население
Численность населения составляла 98 человек (1859 год), 176 (1886), 375 (русские 95 %) в 2002 году, 377 в 2010.